# Thomas Girtin
Thomas Girtin (Southwark, Londres, 18 de fevereiro de 1775 – Londres, 9 de novembro de 1802), foi um pintor e gravador inglês, o qual desempenhou um papel-chave na definição da aquarela como forma de arte respeitável. O British Museum, Tate Britain e o Victoria and Albert Museum possuem coleções de seus trabalhos.

## Biografia

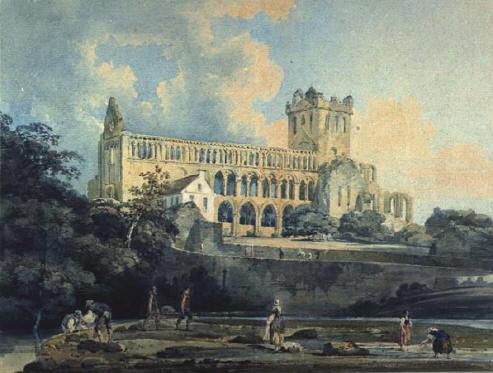
Jedburgh Abbey vista do rio, 1798-99 (aquarela).

Em sua juventude, tornou-se amigo de J. M. W. Turner e ambos costumavam colorir desenhos de velhos mestres com aquarela. Girtin passou a apresentar-se na Royal Academy a partir de 1794, onde seus desenhos arquitetônicos e topográficos granjearam-lhe boa reputação e seu uso de aquarela para pintar paisagens lhe deram o crédito de ter inventado o aquarelismo romântico. Fez várias viagens ao norte da Inglaterra e norte de Gales onde desenhou esboços para futuros trabalhos. Em 1799, conseguiu o apoio de patronos influentes, tais como Lady Sutherland e o colecionador de arte Sir George Beaumont. Foi o principal membro do grupo "Brothers", uma sociedade de artistas profissionais e amadores talentosos.
Em 1800, Girtin casou-se com Mary Ann Borrett, uma jovem de dezesseis anos, filha de um abastado ourives londrino, e passou a residir em St George's Row, Hyde Park, vizinho do pintor Paul Sandby. Em 1801, tornou-se um conviva bem-vindo nas casas de campo de seus patronos, tais como Harewood House e o Castelo Mulgrave, e podia cobrar até 20 guinéus por uma pintura. Todavia, sua saúde estava se deteriorando. Em fins de 1801 ou no início de 1802, passou cinco meses e meio em Paris, onde pintou várias aquarelas e fez uma série de esboços a lápis, os quais transformou em gravurar quando de seu retorno a Londres. Foram publicadas como Twenty Views in Paris and its Environs após sua morte. Na primavera e verão de 1802, Girtin criou um "panorama" (série de imagens conectadas) de Londres, o "Eidometropolis"; com 5,5 m de altura e quase 33 metros de circunferência, notável por seu tratamento naturalista da luz e atmosfera urbanas, foi exibido com grande sucesso naquele ano. Em novembro, Girtin morreu em seu ateliê; a "causa mortis" é incerta, falando-se em asma, tuberculose e até mesmo "ossificação do coração".

## Técnica

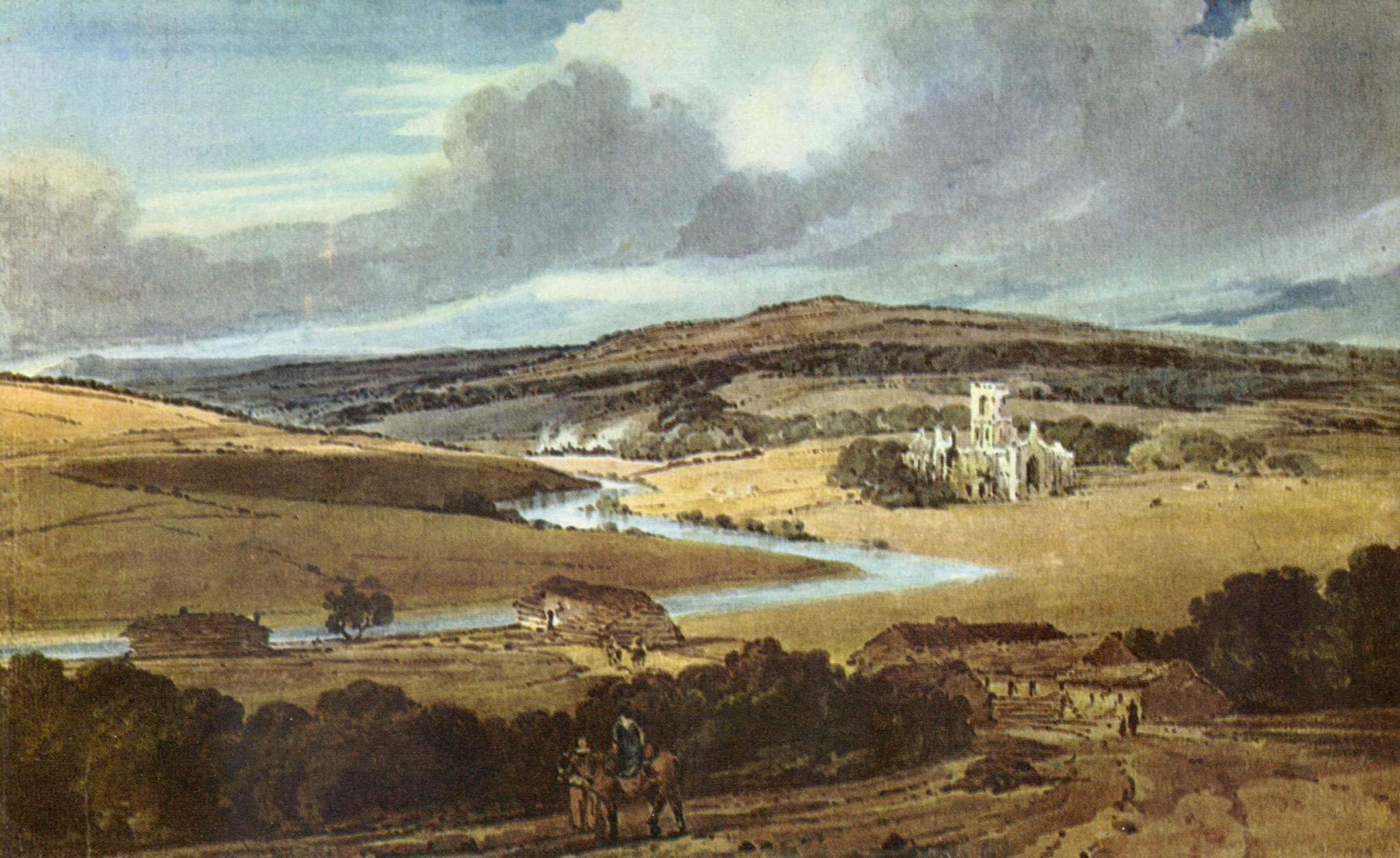
Kirkstall Abbey, Yorkshire (1801).

As primeiras paisagens de Girtin são aparentadas aos esboços topográficos do século XVIII, mas, em anos posteriores, ele desenvolveu um estilo romântico mais arrojado e espaçoso, o qual teve uma influência duradoura sobre a pintura inglesa. Os cenários do norte encorajaram-no a criar uma nova palheta de marrons quentes, cinzas-ardósia, azul-índigo e púrpura. Ele abandonou a prática de sombrear em cinza e depois acrescentar tons pastel, em prol de uma ampla base em cor forte, e experimentou o uso de pena, tinta marrom e verniz para acrescentar tons mais ricos. A morte prematura de Girtin fez com que Turner dissesse, "se Tom Girtin houvesse sobrevivido, eu morreria de fome".